# Aluminé (Neuquén)
Aluminé is een plaats in het Argentijnse bestuurlijke gebied Aluminé in de provincie  Neuquén. De plaats telt 3.720 inwoners.

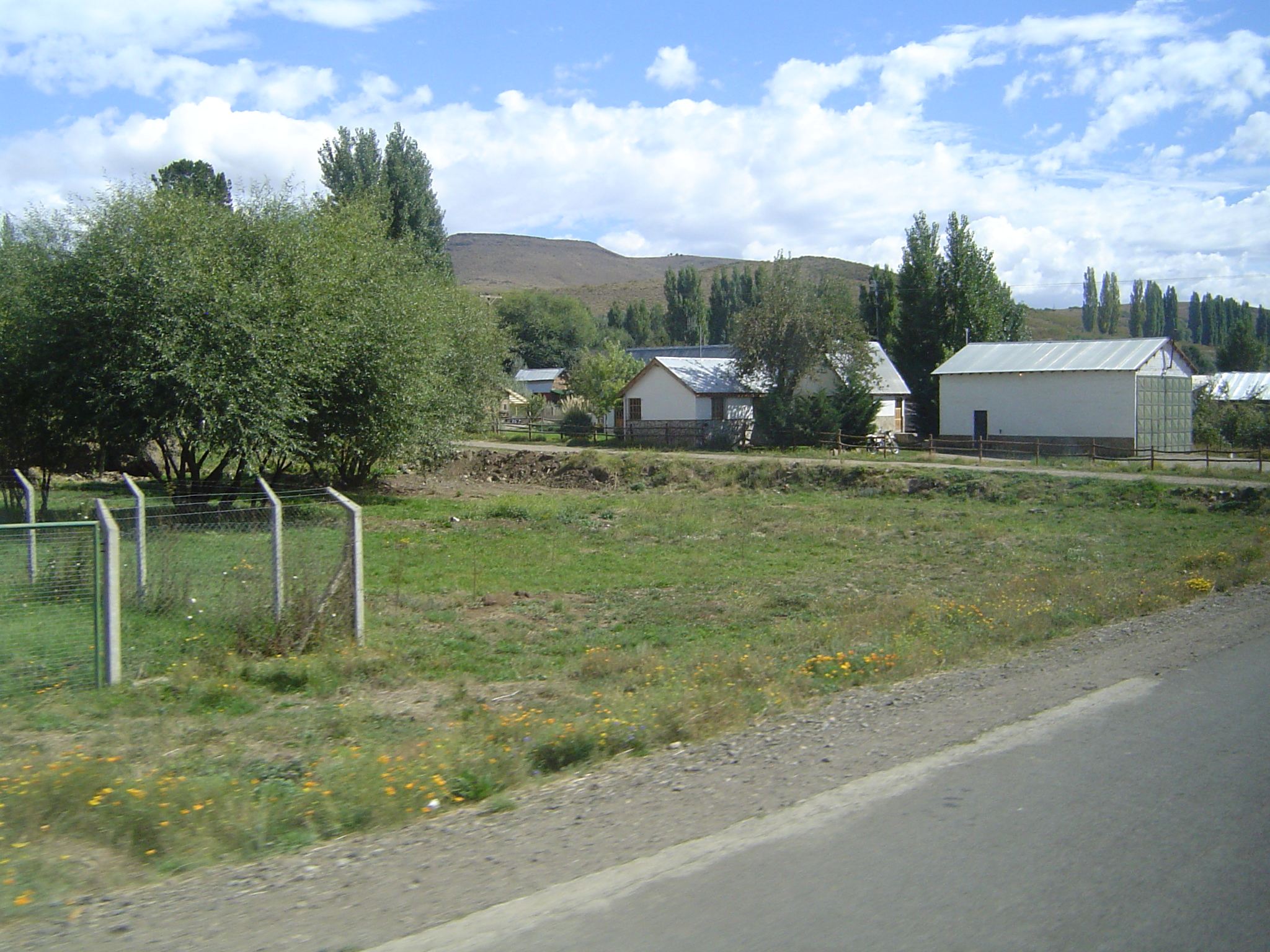
Aluminé